# Drosophila antecedens
Drosophila antecedens este o specie de muște din genul Drosophila, familia Drosophilidae, descrisă de Kam și Perreira în anul 2003. Conform Catalogue of Life specia Drosophila antecedens nu are subspecii cunoscute.